# Graue Erbsen

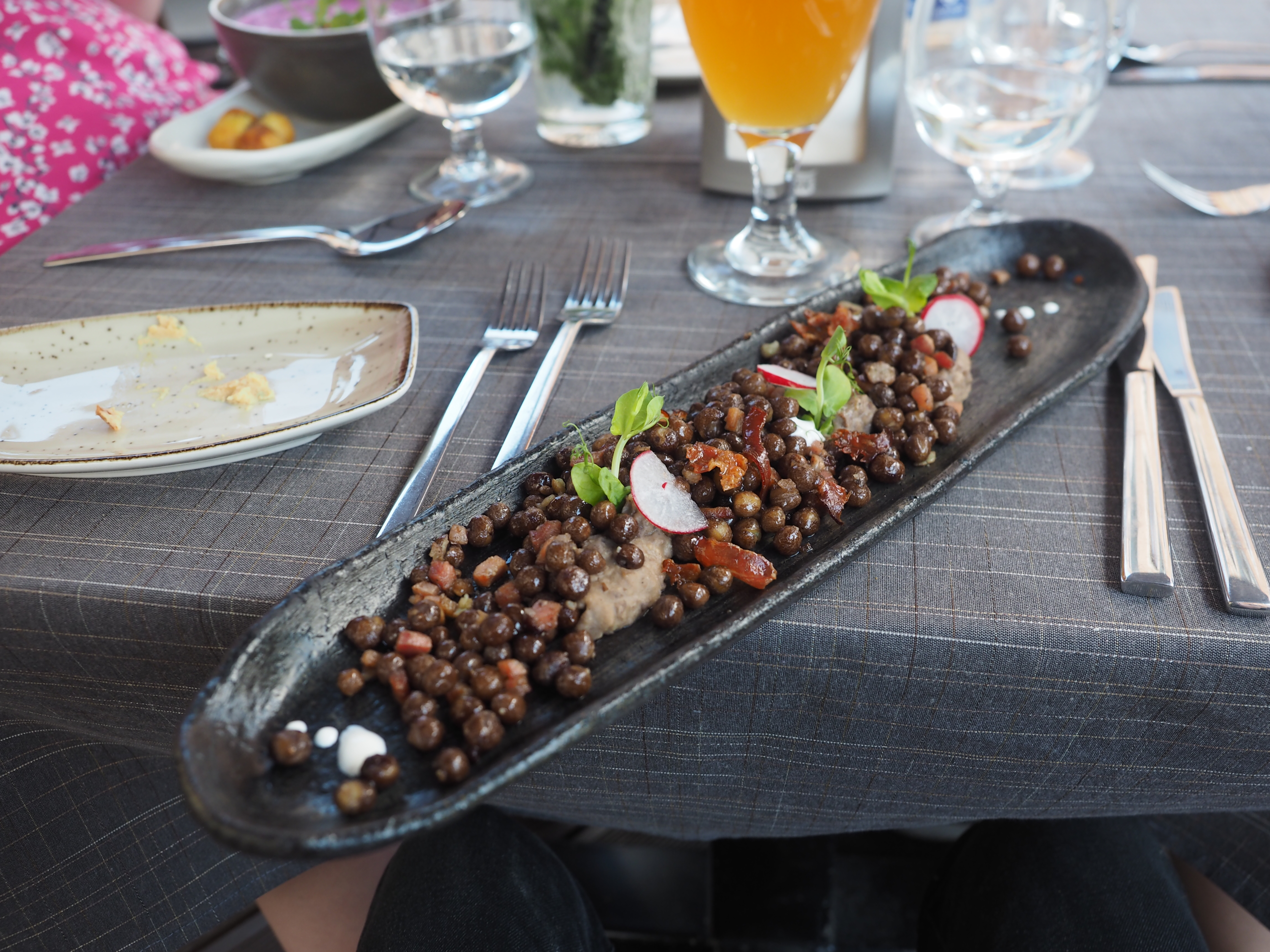
Graue Erbsen mit Speck und Rettich bei einem Restaurant in Riga.

Graue Erbsen sind ein traditionelles Gericht, das in Schleswig-Holstein, vor allem in Elmshorn und einigen benachbarten Orten, am Faschingsdienstag gegessen wird. Verbreitet ist dieses Gericht auch in Ostfriesland; früher war es zudem in Ostpreußen bekannt. Graue Erbsen isst man auch in Ahlen und im münsterländischen Sendenhorst, aber einen Tag später als in Elmshorn, am Aschermittwoch.
Es handelt sich bei den Grauen Erbsen um eine Art Eintopf, dessen Hauptbestandteil die namengebenden Grauen Erbsen (auch unter dem Namen Kapuzinererbsen bekannt) sind. Sie werden in Wasser eingeweicht, mehrere Stunden gekocht und meist mit Kartoffeln, Speckstippe, geschmorten Zwiebeln und Schweinebacke, Kasseler und Kochwurst serviert (niederdeutsch Graue Arfen mit Swiensback, Kassler und Kokswust). Erste Rezepte zur Zubereitung von Grauen Erbsen (als Gemüsebeilage) finden sich unter anderem bei Sophie Wilhelmine Scheibler.
Dieses Eintopfessen stammt aus der Zeit des Dreißigjährigen Krieges, und um die Herkunft der Grauen Erbsen und ihre Bedeutung ranken sich in der Elmshorner Region einige Legenden. Allen Versionen gemeinsam ist, dass Elmshorn infolge des Krieges unter einer großen Hungersnot litt. Einige Familien berichten, dass die Not gelindert wurde, weil ein Bauer die Erbsen, mit denen er seine Schweine zu füttern beabsichtigte, stattdessen kochte. Auch wird erzählt, dass zufälligerweise ein mit den als minderwertig geltenden Erbsen beladenes Schiff die Krückau herauf kam, dies nur kurz, nachdem die marodierenden Truppen abgezogen waren. Andere Versionen berichten, dass die Erbsen in einem verlassenen Lagerhaus entdeckt wurden.
Die Grauen Erbsen wurden ursprünglich nur am Faschingsdienstag in den Gasthöfen Elmshorns und Umgebung den Stammgästen und Besuchern kostenfrei angeboten. Diese Tradition hat sich mittlerweile teilweise überlebt. Heute wird das Gericht aufgrund der großen Nachfrage über mehrere Tage hinweg in den verschiedenen Restaurants angeboten. Auch gibt es das Gericht meist nur noch in privatem Rahmen in Vereinsheimen oder bei geschlossenen Gesellschaften kostenlos, in den Gaststätten werden die Grauen Erbsen aber oftmals zum Selbstkosten- oder wenigstens zu einem günstigen Preis serviert. An den betreffenden Tagen sind die anbietenden Gaststätten meist bis auf den letzten Platz besetzt, und das Graue-Erbsen-Essen hat Volksfestcharakter. Zu dem schweren Essen wird vor allem Kümmelschnaps und Bier getrunken.
In Ostfriesland werden die Grauen Erbsen nicht als Eintopf, sondern ähnlich den grünen Erbsen als Beilage zu Kartoffeln gegessen. Sie werden dazu über Nacht in Wasser eingeweicht und gekocht. Als Sauce wird Speck kross ausgelassen und mit dem Fett über die Erbsen gegossen. Dadurch werden die mehligen, trockenen Grauen Erbsen sehr schmackhaft.